# Bulganbaatar nemegtbaataroides
Bulganbaatar nemegtbaataroides — вид викопних ссавців ряду Багатогорбкозубі (Multituberculata), що існував у кінці крейдового періоду. Скам'янілі рештки ссавця знайдені у районі Баянзаг відкладеннях формації Дядохта на півдні Монголії. Описаний по частковому черепі з повним набором зубів.